# Ulrich von Eyczing
Ulrich von Eyczing (magyarul Eizinger Ulrik; 1395 körül – Schrattenthal, 1460. november 20. ) az osztrák és bajor nemesség tagja volt az Ausztriai Főhercegségben (Enns felett és alatt), aki a herceg halála után vitákba keveredett Cilleivel. Podjebrád Györgyhöz és Hunyadi Jánoshoz hasonlítják, akik mindketten birodalmi adminisztrátorokká(vagy kormányzókká) váltak, és az volt ellene a vád, hogy hasonló tervei vannak az Osztrák Hercegséggel.

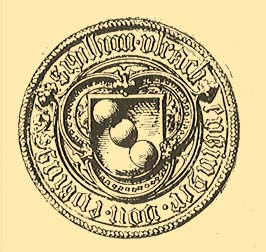
Eizinger Ulrik pecsétje

## Élete
1437-től 1440-ig II. Albert király lovaglómestere volt, 1439-ben pedig testvéreivel együtt bárói rangra emelték. Albert halála után támogatta özvegyét, Erzsébetet fia, V. László örökségéjért folytatott harcában.  1446 körül Ulrik, aki ekkor az osztrák birtokok és a központi kormányzat között közbenső pozíciót foglalt el, szintén III. Frigyes király, később III. Frigyes császár szolgálatában állt.
1451. október 14-én az ő vezetésével megalapították a 250 tagot számláló Mailberg Ligát.  Az ezt követő vitában III. Frigyes  V. László gyámsága miatt először Cillei Ulrik menesztette és végül leváltotta.  Száműzetése után Ulrich von Eyczing 1453-tól 1455-ig tagja volt a László régensi tanácsának, mielőtt azt 1455-ben feloszlatták. 
V. László halála után 1457. december 23-án nevezték ki régensnek, és 1458. januárjában a bécsi országgyűlésen erősítették meg ebben a hivatalban.  Amikor kezdetben támogatta a császárt az Osztrák Hercegség örökösödési vitájában (Enns felett és alatt), VI. Albert osztrák herceg támogatta.  majd ideiglenesen Ausztria börtönébe került.  Miután a császár közbenjárására ismét szabadon engedték, nem sokkal halála előtt megpróbált új birtokos szövetséget szervezni Göllersdorfban a császárnak a feudális jogokkal való visszaélését használó politikája ellen, de ezúttal nem járt sikerrel.
Ulrik nem sokkal később, 1460. november 20-án, körülbelül 62 éves korában meghalt (valószínűleg pestisben). A schrattenthali plébániatemplomban temették el.